# إكي إفري (تالمست)
إكي إفري هو دُوَّار يقع بجماعة تدرارت، عمالة أكادير إدا وتنان، جهة سوس ماسة في المملكة المغربية. ينتمي الدوّار لمشيخة تالمست التي تضم 9 دواوير. يقدر عدد سكانه بـ 574 نسمة حسب الإحصاء الرسمي للسكان والسكنى لسنة 2004.

## روابط خارجية
- البوابة الوطنية للجماعات الترابية
- المندوبية السامية للتخطيط